# Sheriff
Een sheriff is een openbaar bestuurder in landen met het van oorsprong Engelse common law-stelsel, waaronder de Verenigde Staten, Engeland en Schotland. De functie kan politiek of juridisch van aard zijn en is enigszins vergelijkbaar met die van schout en gerechtsdeurwaarder.

## Geschiedenis en historisch gebruik
Van oorsprong was de sheriff (van shire reeve, Oudengels scir-gerefa) de hoogste vertegenwoordiger van de Engelse koning in een shire, een administratieve eenheid vergelijkbaar met de latere graafschappen. De sheriff had zowel bestuurlijke als juridische taken, en was verantwoordelijk voor de politie van een shire.

## Huidige betekenis

### Verenigd Koninkrijk
In Engeland, Wales en Noord-Ierland is de High Sheriff de gerechtelijke vertegenwoordiger van de koning in een graafschap. De sheriff heeft voornamelijk ceremoniële taken. Er zijn twee Sheriffs of the City of London met voornamelijk ceremoniële taken. Het is noodzakelijk om sheriff te zijn geweest om de (eveneens voornamelijk ceremoniële) positie van Lord Mayor te kunnen bekleden. Sheriff kan ook de titel zijn van gerechtsdeurwaarders. In Schotland is een sheriff een rechter aan een Sheriff Court, een rechtbank voor middelgrote strafzaken en civiele zaken.

### Verenigde Staten

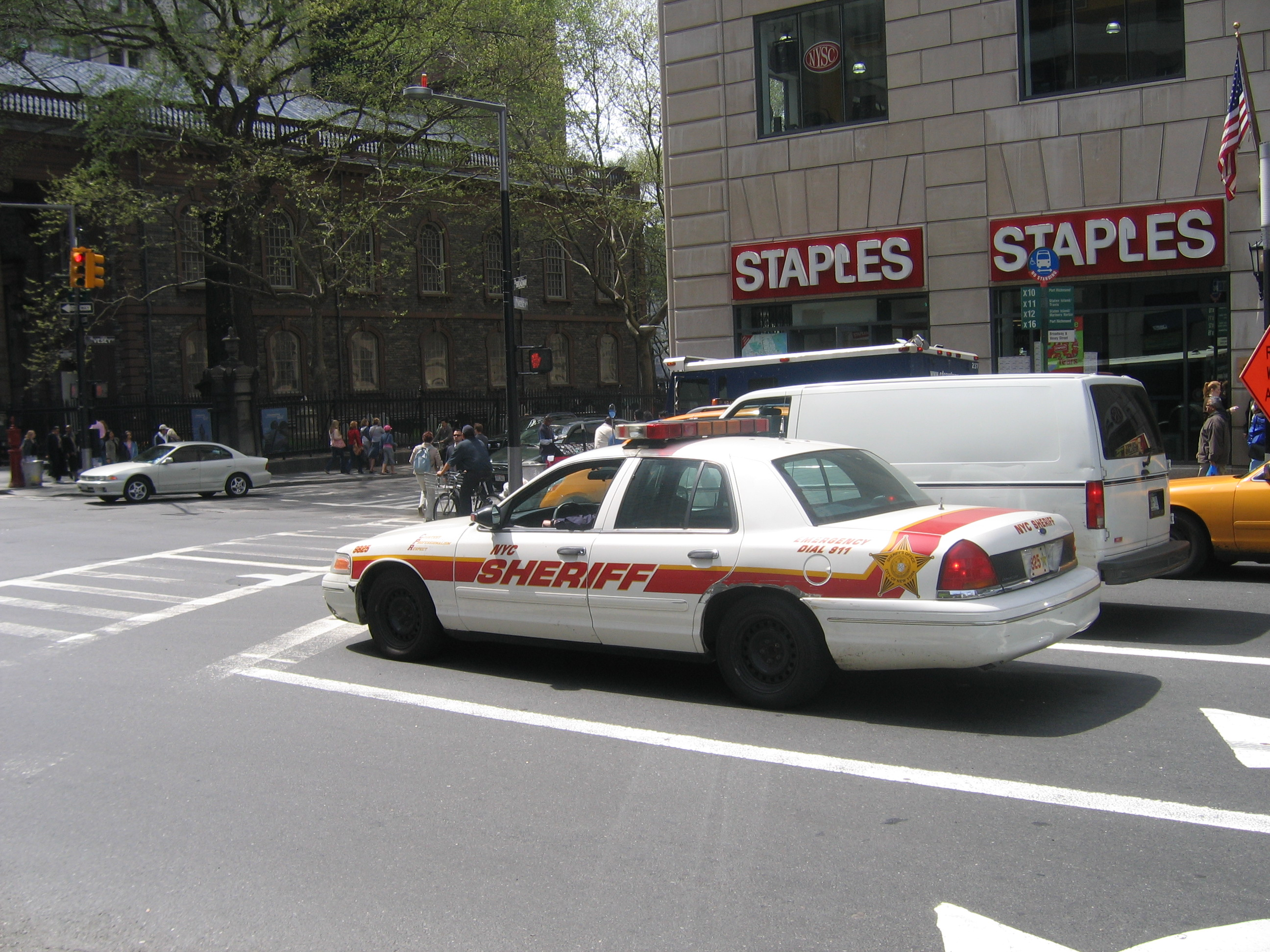
Auto van een sheriff in de stad New York

In de Verenigde Staten is de sheriff in het algemeen de hoogste politieambtenaar van een county. De sheriff wordt meestal door de bevolking gekozen.  In het noordoosten van de VS is er vaak een sterk ontwikkelde politie op stedelijk niveau en deelstaatsniveau. De taken en bevoegdheden van de sheriff zijn dan vaak beperkt tot gerechtelijke taken, zoals het opsluiten en vervoeren van verdachten, de beveiliging van het gerechtsgebouw en het uitvoeren en afdwingen van gerechtelijke vonnissen en bevelen. In de meeste deelstaten heeft de sheriff daarentegen wel meer bevoegdheden.
De agenten in dienst van de sheriff worden doorgaans deputy sheriff genoemd. Zij zijn door de sheriff aangesteld (deputized) om hem bij zijn taken te helpen. De grootte van een Sheriff's Department kan variëren van één of twee mensen tot het ruim 10.000 leden tellende Sheriff's Department van Los Angeles County.

#### Relatie met de overige politiediensten
Grondwettelijk moet iedere county een sheriff hebben. Een groot aantal county's in de VS hebben hooguit een paar duizend inwoners. Hierin liggen één of enkele kleine plaatsen, en vaak wat verspreide huizen. In zo'n geval is de sheriff meestal de enige lokale politie-autoriteit. Omdat er in kleine county's sowieso een sheriff benoemd moet worden, heeft het weinig nut om daarnaast een lokale politie op te richten. Ook andere kleine plaatsen hebben vaak geen lokale politie en moeten dus een beroep doen op de sheriff of de deputies voor lokale politietaken.
Grotere plaatsen in een county beschikken vaak wel over een eigen marshal of lokale politie (police department). Zo'n politiedienst heeft alleen gezag binnen de stadsgrens (gemeentegrens), de eindverantwoordelijke is de burgemeester van de stad (city of town). De sheriff en de deputy's hebben echter ook bevoegdheid in zulke plaatsen. Ze zullen deze echter in de praktijk niet snel toepassen, maar overlaten aan de lokale politie; de sheriff houdt zich dan bezig met landelijke gebieden en plaatsen zonder plaatselijke politie.